# ディア・スッカリ
ディア・スッカリ（Dia Succari）（1938年7月30日 - 2010年12月3日）は、シリアで生まれ、主にフランスで活躍した作曲家。

## 生涯
ディア・スッカリはシリアのアレッポに生まれ、父から音楽の手ほどきを受け、ミハイル・ボリセンコ(Mikhaïl Boricenko)にも師事した。 13歳の時、彼はパリ音楽院に留学し、アンリ・シャランから和声を、ノエル・ギャロンから対位法を、マルセル・ビッチュとジャニーヌ・リュエフから音楽理論を、トニー・オーバンとオリヴィエ・メシアンから作曲を、ロベール・ブロとマヌエル・ローゼンタールから指揮を学んだ。 
彼は作曲家としてのみならず、指揮者としても活躍したほか、教育者としても熱心であった。ダマスカス、サン・ドニ、シュレンヌ、パリなどの音楽学校で教鞭をとったほか、和声や対位法などについての教則本なども執筆した。 
ディア・スッカリの作品は、ピアノやハープ、管楽器のための作品から、室内楽、合唱、オーケストラのための作品まで、多岐にわたる。彼の音楽の特徴は、伝統的なアラビア音楽の旋律(マカーム)、拍子などをその作品に取り入れ、西洋音楽的な書法との融合により昇華させている点にある。彼は単なるアラビア音楽の模倣にとどまることなく、新たな世界を切り開いた

。また和声や書法からは、フランスで活躍したドビュッシー、ラヴェル、フォーレなどの影響が見て取れる。

## 主要作品

### 管弦楽曲
- 忘れられた輝き Forgotten splendours
- ヤクザ Yakza (伝統楽器,声楽,オーケストラ)

### 室内楽曲
- 夢 Rêve (ハープ独奏)
- 月の微笑み Sourire de lune (ハープ独奏)
- 前奏曲 Prelude (フルート,ピアノ)
- シシリエンヌ Sicilienne (フルート,ピアノ)
- 小ワルツ Petite Valse (フルート,ピアノ)
- 三重奏曲 Trio (ピアノ,ヴァイオリン,チェロ)
- ウル・ナンシェ Ur Nina (声楽,クラリネット,ピアノ)

### ピアノ曲
- 運命の夜 La Nuit du Destin
- シリア組曲 Suite Syrienne
- ソナチネ Sonatine
- ソナチネ第2番 Sonatine n°2
- ピアノソナタ第2番 Sonate n°2
- 民謡による変奏曲 Variations sur une chanson populaire